# Златно (Полтар)
Златно (слч. Zlatno) насељено је мјесто са административним статусом сеоске општине (слч. obec) у округу Полтар, у Банскобистричком крају, Словачка Република.

## Становништво
| Година:    | 1994. | 2004. | 2014.   | 2024.   |
| ---------- | ----- | ----- | ------- | ------- |
| Број људи: | 0     | 514   | 472     | 439     |
| Разлика:   |       | –     | -8,17 % | -6,99 % |

| Година:    | 2023. | 2024.   |
| ---------- | ----- | ------- |
| Број људи: | 447   | 439     |
| Разлика:   |       | -1,78 % |

Према подацима о броју становника из 2011. године насеље је имало 490 становника.